# Seule face à l'injustice
Seule face à l'injustice (Playing for Keeps) est un téléfilm canadien réalisé par Gary Harvey, diffusé le 5 avril 2009 sur le réseau CTV, et aux États-Unis le 18 janvier 2009 sur Lifetime Movie Network.

## Synopsis
Nicole Alpern a l'habitude de sortir dans une discothèque fréquentée par des joueurs de basket professionnels. 
Un soir, elle rencontre Ty Rivers, un nouveau joueur du club des Vancouver Storms.  
Lorsqu'elle lui annonce sa grossesse, Ty Rivers la quitte.
Après avoir effectué un test de paternité alors que l'enfant a quatre mois, il reprend sa relation avec Nicole. 
Lorsqu'il retourne vivre avec son épouse Beverly, Nicole, qui a du mal à assumer financièrement les frais pour élever leur enfant, l'assigne en justice pour qu'il verse une pension alimentaire.
S'engage alors une bataille pour la garde de l'enfant.

## Fiche technique
- Titre original : Playing for Keeps
- Titre diffusion télé américaine : What Color Is Love?
- Réalisation : Gary Harvey
- Scénario : Shelley Eriksen, d'après une histoire de Keith Behrman et Shelley Eriksen
- Photographie : Kamal Derkaoui
- Musique : Schaun Tozer
- Société de production : Force Four Entertainment (en)
- Pays : Canada
- Durée : 85 minutes

## Distribution
- Jennifer Finnigan (VF : Dorothée Pousséo) : Nicole Alpern
- Roger Cross (VF : Renaud Marx) : Ty Rivers
- Doug Savant (VF : Emmanuel Curtil) : Peter Marcheson
- Brian Markinson : Daryl Alpern
- Enuka Okuma (VF : Pascale Vital) : Beverly Rivers
- Agam Darshi : Maya
- Malcolm Stewart (en) : Daniel Gibson
- Chilton Crane : Bonnie Alpern
- Sarah Edmondson (en) : Amy Jansen
- Sonja Bennett (en) : Marsha Barclay
- Ben Cotton : Peter
- Glynis Davies : Juge Mitchell
- Martin Brown : le chauffeur de bus

 Source et légende : version française (VF) sur RS Doublage et selon le carton de doublage télévisuel.

## Accueil
Le téléfilm a été vu par environ 1,6 million de téléspectateurs lors de sa première diffusion américaine.